# Syritta indica
Syritta indica là một loài ruồi trong họ Ruồi giả ong (Syrphidae). Loài này được Wiedemann mô tả khoa học đầu tiên năm 1824. Syritta indica phân bố ở vùng Cổ Bắc giới